# Hujia (sockenhuvudort i Kina, Heilongjiang Sheng, lat 49,09, long 129,45)
Hujia (kinesiska: 沪嘉, 沪嘉乡) är en sockenhuvudort i Kina. Den ligger i provinsen Heilongjiang, i den nordöstra delen av landet, omkring 430 kilometer nordost om provinshuvudstaden Harbin. Antalet invånare är 2 255. Befolkningen består av 1 103 kvinnor och 1 152 män. Barn under 15 år utgör 17,0 %, vuxna 15-64 år 77 %, och äldre över 65 år 5,0 %.
Runt Hujia är det glesbefolkat, med 14 invånare per kvadratkilometer. Det finns inga andra samhällen i närheten. I omgivningarna runt Hujia växer i huvudsak blandskog.
Genomsnittlig årsnederbörd är 1 012 millimeter. Den regnigaste månaden är juli, med i genomsnitt 220 mm nederbörd, och den torraste är februari, med 13 mm nederbörd.